# Bryum flavituber
Bryum flavituber är en bladmossart som beskrevs av Rudolf Wilczek och Fernand Mathieu Hubert Demaret 1976. Bryum flavituber ingår i släktet bryummossor, och familjen Bryaceae. Inga underarter finns listade i Catalogue of Life.